# 카호우카호

카호우카호

카호우카호(Каховське водосховище)는 우크라이나 드니프로강에 있던 저수지였다. 카호우카댐 공사에 의해 1956년 형성됐다가 카호우카 댐 파괴로 말라버렸다. 카호우카호는 헤르손주, 자포리자주, 드니프로페트로우스크주에 걸쳤던 호수로 표면적은 2155km2였다. 길이 240km, 폭 23km, 수심 3-26m, 평균 수심 8.4m였다.